# Discours sur les passions de l'amour
Vous lisez un « bon article » labellisé en 2022.
Le Discours sur les passions de l'amour est un texte découvert par Victor Cousin en 1843 dans un recueil de la Bibliothèque nationale de France, composé de maximes philosophiques portant principalement sur l'amour, auxquelles sont mêlés les thèmes de l'ambition et des passions. La mention « On l'attribue à M. Pascal. » qui accompagne le texte suscite immédiatement l'intérêt des spécialistes et, dans un premier temps, Victor Cousin, Prosper Faugère ou encore Adolphe de Lescure affirment son authenticité et reconnaissent en lui l'écriture et la philosophie du savant. Faugère en particulier suppose que Charlotte de Roannez, sœur d'Artus Gouffier et proche de Pascal, est l'inspiratrice du Discours, thèse qui ne remporte pas l'adhésion de tous les critiques et devient rapidement connue comme le « roman de Pascal ». 
Une seconde copie, découverte par Augustin Gazier en 1907, relance d'autant plus le débat qu'elle ne comporte aucune allusion à Blaise Pascal. Certains chercheurs rejettent en effet sa paternité : l'ouvrage de Ferdinando Neri paru en 1921, Un ritratto immaginario di Pascal, est cité comme le premier à démontrer que le Discours n'est pas authentique. Des publications de Louis Lafuma, en particulier l'article au titre explicite « Le Discours sur les passions de l'amour n'est pas de Pascal » (1949), achèvent de convaincre une grande partie du public que le texte n'est pas de Pascal. 
La question de l'authenticité du Discours divise rapidement la communauté des spécialistes de Blaise Pascal, certains changeant d'opinion au fur et à mesure des publications, comme c'est le cas pour Victor Giraud. Les deux camps soutiennent leurs arguments dans la presse : la Revue d'histoire littéraire de la France, la Revue des deux mondes, le Mercure de France ou le Correspondant. Le Discours lui-même est l'objet d'éditions à part entière. Diverses manières d'appréhender le texte mènent à des conclusions différentes, qu'il s'agisse d'appréciation littéraire subjective ou de méthode scientifique visant à confronter les écrits de Pascal avec le Discours et les productions littéraires du XVIIe siècle. Ainsi, Georges Brunet, Charles-Henri Boudhors, Émile Henriot et Louis Lafuma distinguent dans le texte les influences de Descartes, Malebranche, La Rochefoucauld et La Bruyère en plus de celle de Pascal.   
Finalement, l'hypothèse selon laquelle le Discours est un faux semble être la plus retenue sans qu'aucun autre auteur ne puisse vraiment être identifié. Brunet, Boudhors et Henriot, par exemple, imaginent même que le texte pourrait être la retranscription d'une discussion galante, activité en vogue dans les salons mondains des XVIIe et XVIIIe siècles. Plusieurs éléments mettent en cause l'authenticité du texte, notamment des formulations et influences postérieures à la mort de Pascal, et l'absence de témoignage concernant le texte avant la découverte par Victor Cousin de la première copie.

## Découverte du texte

### Présentation
Le Discours sur les passions de l'amour se découpe en 242 maximes philosophiques centrées sur les passions. Si l'amour, sa naissance et son évolution en sont les thèmes principaux, il évoque également l'ambition et les différences entre classes sociales, de même que les usages devant être observés dans les relations entre hommes et femmes, et dispense des avis sur les manières de rendre une liaison durable. La plupart des thèmes sont développés suivant des arguments contraires, de sorte que le texte prend la forme d'une discussion. 
L'amour y est à la fois décrit comme une fonction de l'esprit et comme une passion dépassant l'entendement, mais également comme une forme d'art. À ce titre sont discutées les tensions entre goût et dispositions naturelles, instinctives, entre culture et nature ; on interroge la formation du goût et son caractère universel ou subjectif dans une partie se rapprochant d'un traité de l'esthétique. 
La morale tient également une place dans le Discours. Le fait d'avoir plusieurs partenaires, notamment, est discuté de divers points de vue. La capacité à aimer, c'est-à-dire la qualité et la puissance du sentiment, est vue comme dépendant de la « grandeur » de l'âme. L'hédonisme, qui pourrait être vu comme immoral, est ici vu comme une disposition naturelle. Plus encore, l'amour est vu comme une tendance de l'être humain participant de son élévation, voire une nécessité. Le mythe platonicien de l'androgyne, sans être nommé, est utilisé pour rendre compte de la recherche d'un autre partenaire,.

### Contexte

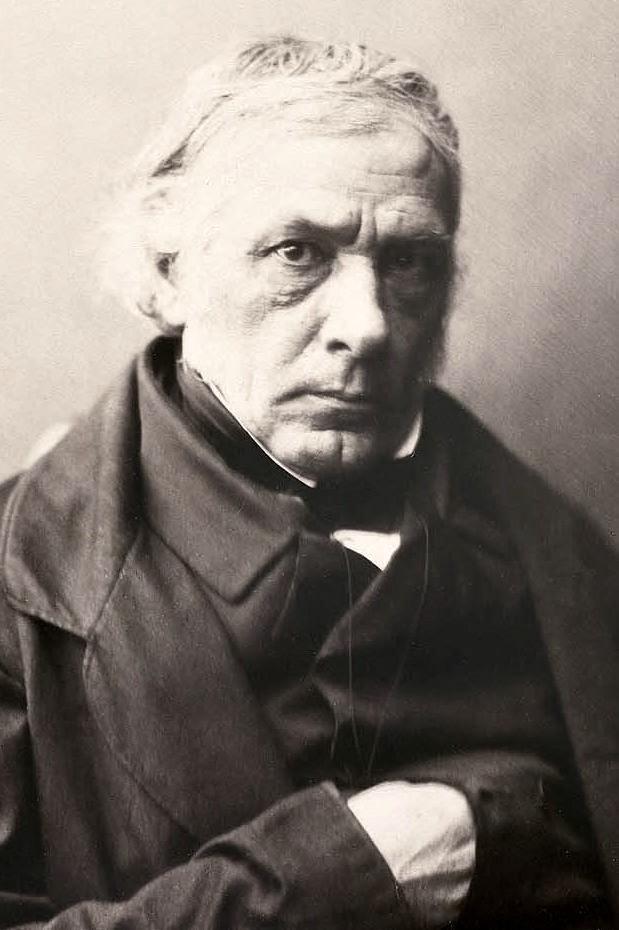
Portrait de Victor Cousin par Gustave Le Gray (1855-1860).

En 1843, les recherches de Victor Cousin l'amènent à la Bibliothèque royale, où il découvre parmi ce qu'il pense être le fonds de l'abbaye de Saint-Germain-des-Prés,, , un recueil manuscrit in-quarto daté du XVIIe siècle dont le sommaire indique un « Discours sur les passions de l'amour, de M. Pascal. ». Le texte lui-même porte la mention « Discours sur les passions de l'amour — on l'attribue à M. Pascal ». Le catalogue des manuscrits de la bibliothèque mentionne également, à l'entrée 74, un « Discours sur les passions de l'amour, par M. Pascal ». Pour Cousin, il ne fait aucun doute que le texte d'une vingtaine de pages est authentique : « Dès la première phrase, je sentis Pascal, et ma conviction s’accrut à mesure que j’avançais. Les preuves surabondent pour quiconque a eu un commerce intime avec les Pensées. ». L’hypothèse de l’origine pascalienne du Discours a par ailleurs très vite emporté l’adhésion de nombreux critiques reconnus,.
L'ex-libris de Balthazar-Henri de Fourcy figure dans le recueil auquel appartient ce manuscrit nommé « copie C », ce qui amène George Brunet à s'interroger sur son origine. Est-ce que de Fourcy lui-même, ou son bibliothécaire, Pichet, aurait pu demander une copie du manuscrit original du Discours ? Dans ce cas, comment auraient-ils pu avoir connaissance d'un texte dont personne ne parle avant sa découverte par Cousin ? Est-ce qu'ils en connaissaient l'auteur ? Brunet note par ailleurs que le copiste a nécessairement des liens avec de Fourcy dans la mesure où une autre pièce du recueil auquel appartient la copie C, un texte de Saint-Evremond intitulé Lettre sur la dévotion feinte dont l'attribution n'est pas discutée, ainsi que dix-sept manuscrits figurant dans un autre recueil, sont également de sa main. Il pourrait s'agir du bibliothécaire de Fourcy lui-même : d'autres remarques et annotations de la même main que le Discours se retrouvent dans d'autres manuscrits de la bibliothèque de Fourcy. Le fait que l'œuvre de Saint-Evremond appartienne plutôt au libertinage amène de plus Victor Giraud à supposer que le copiste était un laïc : un religieux n'aurait eu aucun intérêt à copier un texte si éloigné de ses convictions personnelles,.  
Comme l'atteste la littérature sur le Discours dès le milieu du XIXe siècle, les chercheurs doivent se contenter d'émettre des hypothèses faute de renseignements concrets. Ce flou sur l'origine du texte est d'autant plus intrigant qu'il est possible que la copie C ait été directement réalisée d'après le manuscrit original, sur lequel a déjà pu figurer l'attribution à Pascal : le copiste aurait donc pu avoir des informations sur le véritable auteur et la raison de l'attribution de l'écrit à Pascal. Par ailleurs, si le copiste a voulu dissimuler l'identité de l'auteur, pourquoi dans ce cas diffuser ce manuscrit en le copiant ? D'autant plus que les manuscrits de Pascal étant loin d'être dissimulés, d'autres personnes auraient pu reconnaître le Discours s'il avait été de Pascal et auraient rapidement dévoilé l'identité de son auteur.   
Qui qu'il soit, le copiste à qui l'on doit le manuscrit C est très sévèrement jugé par George Brunet : certains mots incompris, soit volontairement écartés, soit mal recopiés et échangés par d'autres, lui font dire qu'il « n'a fait aucun effort pour comprendre son modèle ».  

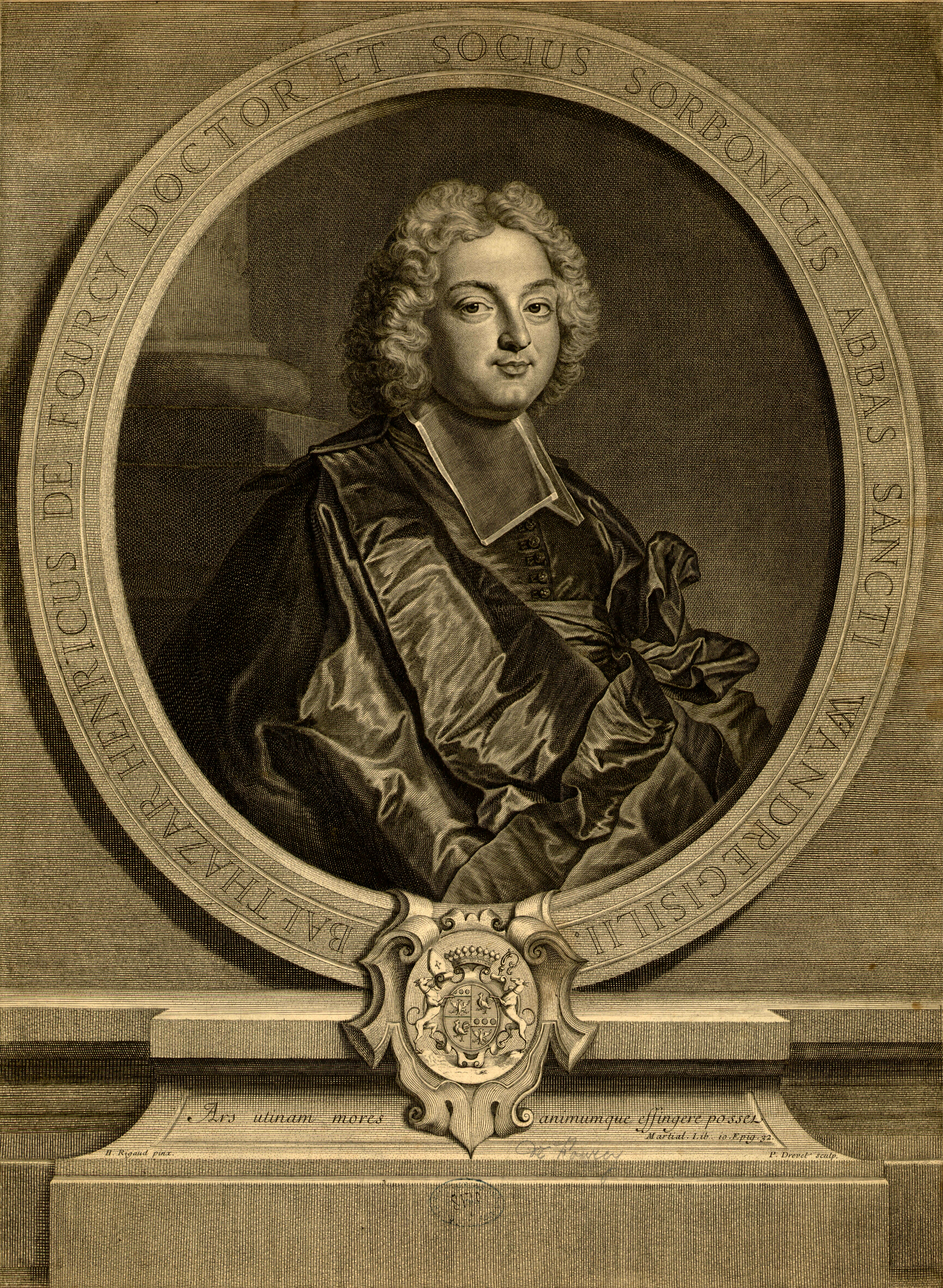
Balthazar-Henry de Fourcy, gravé par Pierre Drevet d'après Hyacinthe Rigaud.

En 1907, Augustin Gazier prend connaissance d'une seconde version du Discours et en informe Victor Giraud, autre critique et éditeur de Pascal. Apparemment découverte aux alentours de 1860 et cataloguée en 1900, elle daterait du XVIIIe siècle,. Contrairement au manuscrit découvert par Cousin, celui-ci ne mentionne pas Blaise Pascal, et au vu des différences que présentent les manuscrits C et G, la copie G ne peut avoir été réalisée d'après celle découverte par Victor Cousin et provient soit du manuscrit original, soit d'une autre copie,. Les critiques s'accordent par ailleurs à dire qu'elle est plus récente que la copie C et que ce second copiste était aussi négligent que son prédécesseur : il a lui aussi omis certains mots, et même une ligne entière ; cependant, certaines différences d'avec le manuscrit C pourraient être dues à des libertés prises avec le texte. Malgré ces modifications, la copie G serait pour Victor Giraud plus conforme au texte original que la copie C. Les comparaisons entre les deux versions permettent de tirer deux conclusions, soulignées par Brunet : le rédacteur original n'était pas très lisible, et les maximes qu'il a recopiées sont sujettes à interprétation.  
Peu de temps après la découverte du manuscrit C, et plus encore après la découverte du manuscrit G, deux camps se dessinent nettement. D'un côté ceux soutenant l'authenticité du Discours, parmi lesquels Victor Cousin, Armand-Prosper Faugère, Ernest Havet, Alexandre Vinet, Auguste Molinier, Félix Ravaisson, Sainte-Beuve, Prevost-Paradol, Sully-Prudhomme, Émile Boutroux, Émile Faguet,, Léon Brunschwicg ou Gustave Michaut ; de l'autre, ceux affirmant que le texte n'est pas de Pascal, c'est-à-dire l'abbé Flottes, Augustin Gazier, Charles-Henri Boudhors, Fortunat Strowski, Georges Brunet, Maurice Souriau, Manlio Duilio Busnelli et Louis Lafuma,,. Finalement, d'autres se montrent plus indécis, comme Zacharie Tourneur et Gonzague Truc. Quant à Victor Giraud, s'il se monte d'abord sceptique, il finit par être convaincu que le texte est bien de Pascal, ; dans son compte-rendu de l'ouvrage de Lafuma qui attribue le Discours au marquis Charles-Paul d'Escoubleau, il reconnaît toutefois que « la conjecture proposée par M. Lafuma n'est pas sans quelque vraisemblance » et suggère de tester cette hypothèse en examinant les archives de d'Escoubleau à la recherche d'indices.

### Un texte longtemps inconnu
Victor Giraud, Charles-Henri Boudhors, George Brunet, ou encore Louis Lafuma soulignent qu'il est particulièrement étrange qu'un texte aussi sujet à controverse n'ait pas été découvert avant le XIXe siècle. En effet, « personne, ni dans l'entourage immédiat de Pascal, ni dans le milieu janséniste, ni parmi ses innombrables lecteurs, admirateurs ou adversaires, au XVIIe, au XVIIIe, et dans la première moitié du XIXe siècle, personne, que nous sachions, absolument personne n'en parle, personne n'y fait la moindre allusion ». Carole Talon-Hugon confirme qu'« on ne retrouve rien dans l'œuvre de Pascal qui ressemble à un traité des passions ». Le Discours sur les passions de l'amour peut pourtant, sous certains aspects, être défavorable à la doctrine janséniste tout comme il peut être favorable à ses détracteurs — les jésuites — ou à ceux de Pascal. Outre l'importance qu'il aurait pu avoir pour les différents partis religieux pour la vision qu'il donne de Pascal, au vu de la notoriété qu'a connue le savant de son vivant et dès un âge précoce, il paraît difficilement concevable que personne ne le mentionne mis à part le copiste ayant ajouté la mention « on l'attribue à M. Pascal ». Même Voltaire, pourtant opposé à Pascal, ne dit rien à ce sujet alors qu'il a allègrement répandu des rumeurs sur le mariage de l'évêque Jacques-Bénigne Bossuet. 
Le ton du Discours étant éloigné de l'image pieuse que les jansénistes veulent donner de Pascal, Charles Adam, Gustave Michaut et Ernest Jovy avancent l'argument de la censure religieuse pour justifier du fait que le texte soit resté si longtemps inconnu. Ernest Jovy rappelle par exemple que tous les papiers de Pascal ont été soumis à examen et relecture, et qu'il est possible que les proches de Pascal, à la fois en tant que religieux et membres de sa famille, aient voulu écarter ce qu'ils jugeaient défavorable à son image, voire éliminer tous les « documents gênants ». D’après Lafuma, cet argument est sans valeur puisque d’autres propos de Pascal contraires à la doctrine sont parvenus au public, et qu'il serait étrange que ces textes, qui pourtant ont été reconnus comme non « moralement indignes de l’auteur des Pensées », aient été supprimés alors même que les originaux d’autres textes plus sujets à controverse ont été conservés — bien que les textes en question n'aient pas été publiés. En effet, bien que certains « écrits intimes cf pensées retranchées » ou les fragments qui ne sont pas jugés en rapport direct avec le projet de l'Apologie de la religion chrétienne soient écartés de la publication, « tous les papiers de Pascal [sont] considérés par sa famille comme des reliques » et dans tous les cas, les copies réalisées par Jean et Pierre Guerrier contiennent tous les papiers de Pascal retrouvés au moment de sa mort : des notes concernant le Discours sur les passions de l'amour auraient forcément figuré dans ces recueils. 
De plus, comme le soulignent Lafuma et Michaut, au vu de la ressemblance frappante avec certains passages des Pensées, ressemblance qui a conduit un grand nombre de critiques à reconnaître Blaise Pascal dans le texte, il faudrait supposer, dans le cas où le Discours a été écrit par Blaise Pascal, que certains de ses éléments ont été repris dans l'édition de 1670 des Pensées. Or, si les jansénistes avaient désapprouvé le Discours au point de dissimuler son existence, il est peu probable qu'ils aient voulu en reprendre des extraits et les diffuser au public sous le nom de Pascal.

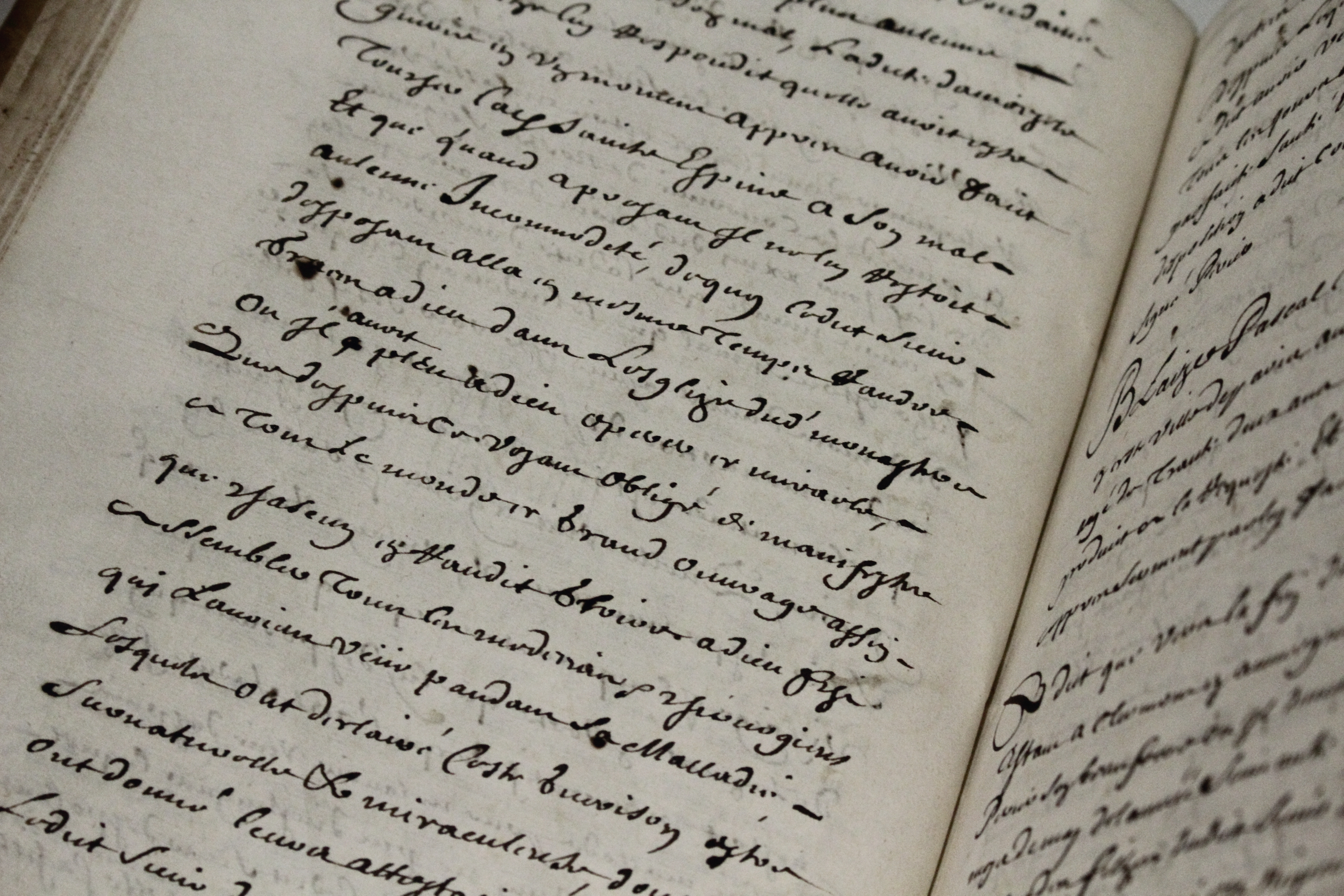
Manuscrit autographe des Pensées de Pascal (1656-1662) conservé à la Bibliothèque nationale de France. Aucune note préparatoire concernant le Discours sur les passions de l'amour ne figure dans l'ensemble des papiers de Pascal trouvés à sa mort, ce qui laisse supposer qu'il n'en est pas l'auteur.

Par ailleurs, aucun des contemporains de Pascal, qu'il s'agisse de Valentin Conrart, Antoine Vallant, Gilles Ménage, Louis-Henri de Loménie de Brienne, ou du chevalier de Méré, ne fait mention de ce texte, pas plus que les membres de la famille proche de Pascal. Le chevalier de Méré en particulier, témoin de la période mondaine de Pascal, aurait d'après Boudhors été à même de savoir s'il avait produit un tel texte durant cette époque — d'autant plus que le philosophe a bien écrit sur le thème de l'amour entre 1650 et 1654, mais il n'existe aucune mention de notes en rapport avec le Discours. Lafuma affirme également qu'« aucune note rédigée en vue du Discours » n'est présente dans les fragments : il n'existe pas la moindre allusion au texte dans les papiers trouvés à la mort de Pascal, là où d'autres écrits, comme les Provinciales par exemple, ont fait l'objet de nombreuses notes. D'après les papiers autographes de Pascal qu'il a pu étudier et en se fondant sur la quantité de brouillons concernant différents autres textes, Lafuma affirme que le Discours aurait même dû donner lieu à une quantité assez importante de notes. Le fait que le Discours ne soit pas un manuscrit autographe de Pascal ne constitue pas non plus une preuve suffisante, puisque Pascal, malade, a dû dicter certains de ses écrits : que le Discours ait été dicté n'empêcherait pas l'existence de notes préparatoires. Même L'abrégé de la vie de Jésus-Christ, texte de Pascal n'ayant été retrouvé qu'en 1845 au château de Klarenbourg, n'est pas totalement inconnu avant cette date puisqu'il a auparavant été signalé par Louis Périer qui l'a déposé à Saint-Germain-des-Prés le 25 septembre 1711. Le fait que Pascal ne soit pas mentionné dans la copie découverte par Augustin Gazier en 1907 est un autre élément à relever.

## Enthousiasme des pascaliens

### Absence de rigueur scientifique
Un trop grand enthousiasme peut être reproché aux savants convaincus de l'authenticité du Discours. La première réaction de Victor Cousin, par exemple, a été de proclamer qu'il « sentait » Pascal : « N’est-ce pas là sa manière ardente et altière, tant d’esprit et tant de passion, ce parler si fin et si grand, cet accent que je reconnaîtrais entre mille ? ». À la suite de cette déclaration, d'autres auteurs affirment reconnaître l'écriture et la pensée de Blaise Pascal dans le Discours. Henri Jacoubet déclare que le texte est le reflet de « son mouvement, ses interrogatoires pressants et impérieux, son insouci des répétitions, ses conclusions à peu de mots, péremptoires et géométriques ». Ces déclarations montrent une certaine subjectivité de la part des auteurs affirmant, tout comme Cousin, qu’ils reconnaissent Pascal dans le Discours.    
Autre indice d'une volonté de croire en l'authenticité du Discours est le fait que Cousin reconnaît, dans la première version de son article sur le Discours, que le texte semble calculé ; il le qualifie plutôt de « recherché » quand il publie de nouveau son article. Il ne semble pas non plus remarquer que la mention manuscrite « On l'attribue à Pascal » présente, comme l'affirme Henri Jacoubet, une rature sur le « l' » comme si l'auteur de cette mention avait hésité,. Le copiste aurait pu vouloir écrire, dans un premier temps, « On l'a attribué à », mais le mot raturé est « les », ce qui fournit plutôt des informations sur la nature du texte qui, avant d'être intitulé « Discours », aurait pu faire référence à un ensemble de textes ou de maximes.
Même des critiques littéraires reconnus peuvent admettre que leur reconnaissance du style de Pascal est principalement subjective, comme le fait Émile Faguet dans le commentaire de son édition du Discours : « ceci n’est aucunement scientifique ; il est tout littéraire et par conséquent inintellectuel,. ». Victor Giraud également insiste sur la difficulté à pouvoir juger d'un auteur en le lisant sans connaître son identité et des éléments de sa vie : « il faut connaître les vrais sentimens d'une âme pour les retrouver à travers son langage ; et, pour avoir le droit d'affirmer que le Discours sur les passions de l'amour est l'œuvre d'un amoureux, il faudrait qu'on sût par ailleurs que l'auteur du Discours a été réellement amoureux ».
Pour Charles-Henri Boudhors, des recherches précises sont nécessaires afin de déterminer de manière objective si le texte est ou non de Pascal sans se limiter aux seules impressions. C'est ce que, d'après Boudhors et certains critiques tels que Victor Giraud, Henri Peyre, ou Henri Jacoubet, Gustave Lanson a brillamment réalisé. L'article écrit par Lanson dans The French Quarterly est même qualifié par Henri Peyre de « magistral » et de « modèle de méthode en histoire littéraire ». Les preuves avancées en termes de style sont en effet parfois jugées insuffisantes, comme c'est le cas pour Armand-Prosper Faugère, accusé de s'être laissé emporté et d'avoir imaginé une histoire d'amour contrarié entre Charlotte de Roannez et Blaise Pascal. Ceci est perçu comme une « pure construction de l'esprit, (...) qui n'a pas pour elle la moindre vraisemblance » par des auteurs tels qu'Antoine Adam, qui se positionne contre l'authenticité du Discours.

### Le «roman de Pascal»

#### Perception de Blaise Pascal

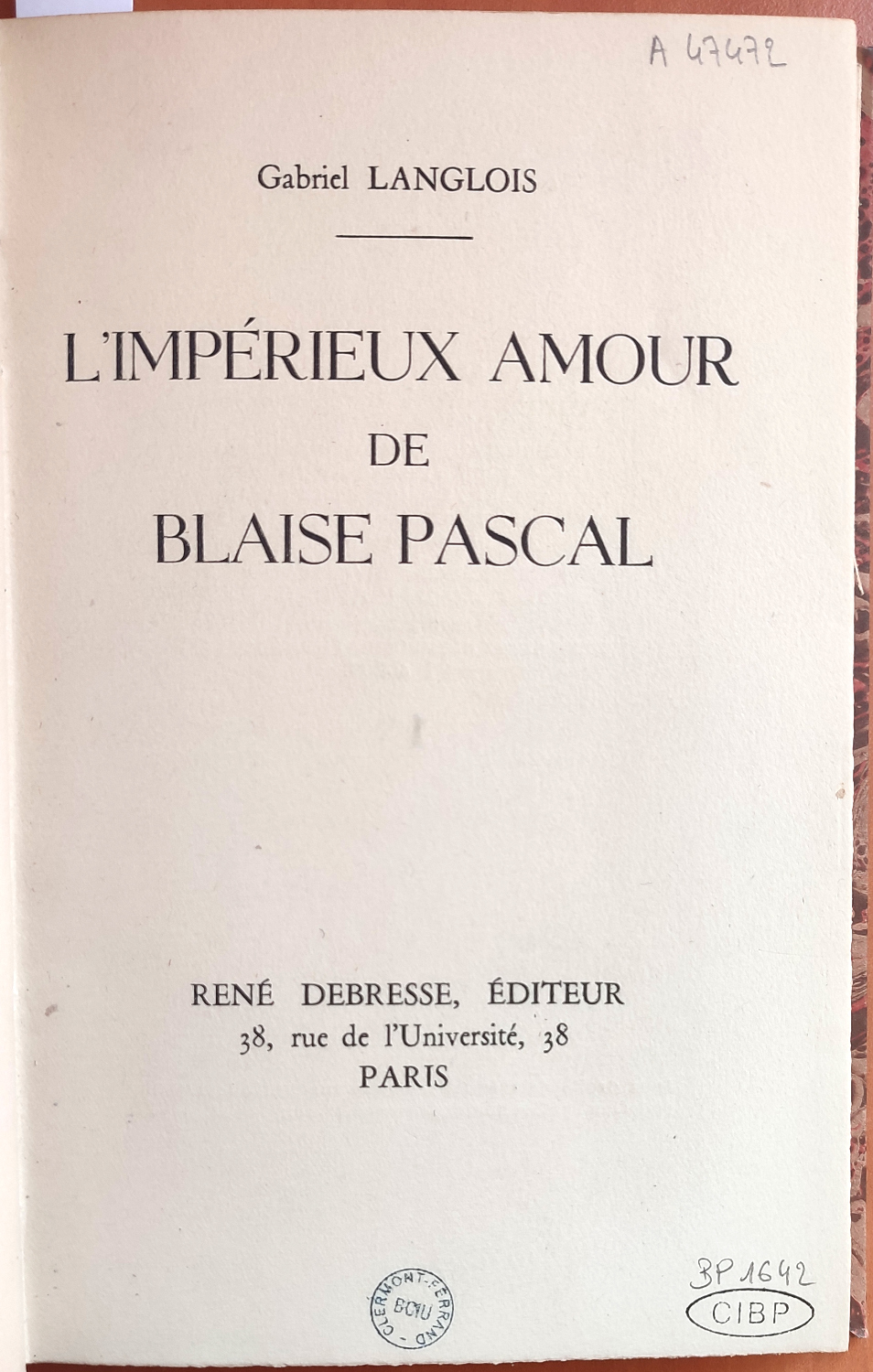
Page de titre de l'ouvrage L'impérieux amour de Blaise Pascal (1946), de Gabriel Langlois, dans lequel figurent le Discours sur les passions de l'amour et une biographie de Blaise Pascal. Langlois attribue le Discours à Pascal et le suppose en grande partie inspiré par des sentiments du philosophe envers Charlotte de Roannez.

D’après Victor Giraud, la publication du texte par Victor Cousin, accompagnée d'une description très romancée du philosophe, a eu une grande influence sur la manière dont les critiques comme le public se représentaient Pascal : « Je ne crois pas qu’avant la publication, par Victor Cousin, ici même, du Discours sur les passions de l’amour, on se soit jamais avisé sérieusement de croire ou de dire que Pascal ait été amoureux ». Pour Sainte-Beuve par exemple, « il est trop clair [que Pascal] n'a jamais mis son âme dans une créature » et qu'il « n'a aimé de passion que son Sauveur. ». L'indulgence de Sainte-Beuve vis-à-vis de la période mondaine du philosophe renforce par ailleurs l'idée qu'elle pourrait diminuer l'estime que lui portent les gens de lettres,. Augustin Gazier raille quant à lui la vision romancée de Pascal donnée par les critiques et les auteurs de ce qu'il appelle le « roman de Pascal ». Pour lui, si jamais Pascal est bien l'auteur du Discours, il ne faut en aucun cas y voir une confession ou une preuve de sentiments mais un simple exercice intellectuel : « si Corneille n'a pas eu besoin d'être empereur romain pour faire parler Auguste comme un véritable maître de l'univers, Pascal a bien pu, sans être amoureux, analyser avec une étonnante précision les diverses passions de l'amour ». Les critiques convaincus que le Discours est de Pascal perçoivent pourtant le texte comme un témoignage passionné,,, voire comme une confession. 
En effet, si certains pascaliens jugent le texte contraire à la personnalité de Pascal ou à l'image qu'ils ont du savant, d'autres ne voient aucune incompatibilité entre le Pascal religieux et le Pascal mondain ou amoureux. Le Discours satisfait au contraire une attente en ajoutant le personnage de Pascal amoureux au scientifique et au religieux. En ce qui concerne Giraud, « Que Pascal ait été vraiment amoureux, cela ne le diminuerait point à mes yeux, — tout au contraire. Il ne me déplairait même nullement, — dût-on m’accuser d’un peu de romantisme persistant, — que l’auteur des Pensées, qui a connu, éprouvé tous les grands sentimens de l’humanité, eût connu aussi celui-là, avant d’en faire le sacrifice à son Dieu. Son 'cas' en serait peut-être plus significatif et plus complet… ». Alexandre Vinet accepte lui aussi cette vision de l'écrivain,, tout comme Armand-Prosper Faugère, qui déplore en revanche la manière dont Victor Cousin le présente et le fait qu'il se soit interrogé sur l'identité de la personne concernée par le Discours, question trop triviale à son goût. C'est pourtant une interrogation que l'on retrouve chez de Lescure, qui voit dans le texte un « court fragment dont le caractère autobiographique éclate à chaque ligne, (...) un charmant et douloureux chef-d'œuvre ». Il rappelle également que Pascal aurait eu le projet de se marier et fonder une famille, comme le dévoile Marguerite Périer elle-même,, mais l'évènement du 23 novembre 1654 qui a donné lieu au Mémorial l'a détourné de cette voie. Les propos de Cousin qui décrit Pascal comme « jeune, beau, plein de langueur et d'ardeur, impétueux et réfléchi, superbe et mélancolique », déclaration principalement due à l'imagination de son auteur, s'inscrivent dans cette perception de Pascal. Pour Lucien-Anatole Prevost-Paradol, « Pascal amoureux ne cessait pas d'être chrétien et philosophe ». La poétesse Louise-Victorine Ackermann consacre à Blaise Pascal un poème dont la troisième strophe intitulée « L'inconnue » fait référence à la femme qu'il aurait aimée. Ceci ne contredit pas entièrement Victor Giraud, pour qui « l'idée d'un Pascal amoureux est postérieure à la découverte du Discours sur les passions de l'amour, est issue (...) de cette découverte même »..
Cette vision de Pascal susceptible d'avoir connu l'amour profane donne justement lieu à un autre argument soulevé contre l'authenticité du Discours. La personnalité de Pascal telle que la perçoivent ses critiques littéraires est incompatible avec le silence gardé sur cette question : « Pascal tel que nous le connaissons, si Pascal avait aimé, réellement aimé (...), il n'eût pas aimé à moitié (...); il se serait donné tout entier; sa "grande âme" n'eût été capable que d'un "amour violent"; toute l'ardeur de sa nature, de son "esprit si vif et si agissant", tout l'emportement de sa sensibilité se seraient livré carrière, auraient passé dans cette passion nouvelle, comme elles ont passé dans toutes les passions simultanées ou successives qui se sont partagé sa trop courte existence ». En d'autres termes, il leur paraît impossible que Pascal ait pu être amoureux et ne pas s'épancher au-delà d'un texte à l'origine très incertaine dont aucune trace n'a été retrouvée parmi les papiers de l'écrivain, et considéré par certains comme froid et intellectuel. Pour Sainte-Beuve au contraire, c'est justement parce que le Discours atteste selon lui de trop de raisonnement et de réflexion, et de plus d’intérêt pour l’amour que d’expression de ce sentiment,, que Pascal en est certainement l'auteur, bien qu'il reconnaisse dans son Port-Royal que certains passages semblent avoir été écrits « d’après nature » et que Pascal a pu avoir « une inclination » pour une femme d’une classe sociale supérieure. 

#### L'inspiratrice duDiscours
D'une santé fragile aggravée par ses activités scientifiques, Pascal se voit conseiller le repos. S'ensuit une période dite mondaine s'étendant d'octobre 1651 à novembre 1654,, durant laquelle Pascal fréquente les Roannez, qu'il rencontre aux alentours de 1635 lorsque son père déménage à Paris, et devient leur voisin. Il partage en particulier la compagnie d'Artus Gouffier, duc de Roannez, qu'il finit par orienter vers la religion. Il se voit même offrir une chambre dans son hôtel particulier.

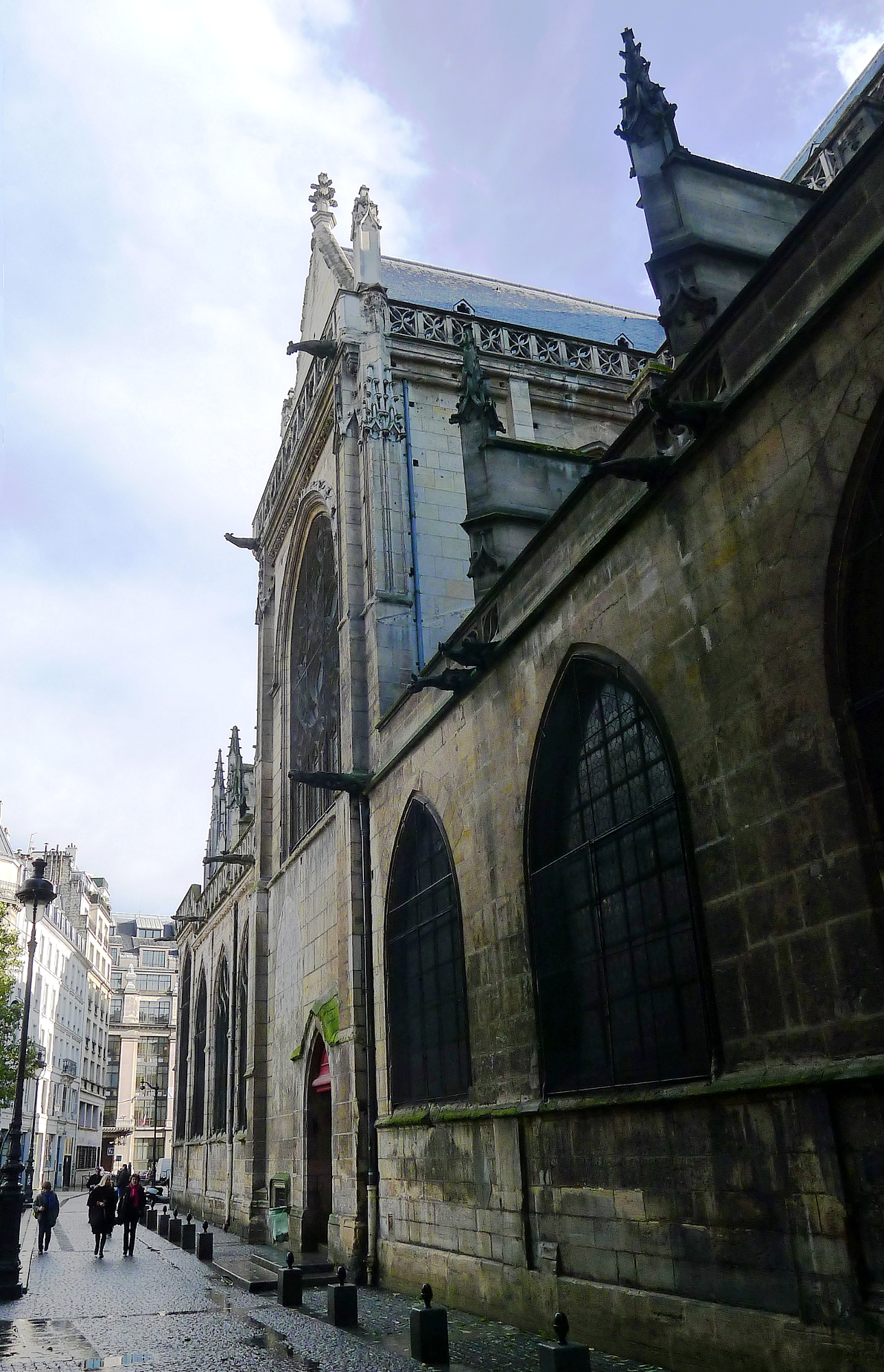
Vue de l'église Saint-Merri, rue du Cloître-Saint-Merri (Paris IV) dans laquelle se situait l'hôtel particulier des Roannez.

Pascal se rapproche aussi de la sœur d'Artus Gouffier, Charlotte de Roannez, à laquelle il sert également de guide spirituel, comme en témoigne ce qui reste de leur correspondance. Victor Cousin, dans son Rapport à l'Académie française sur la nécessité d'une nouvelle édition des œuvres de Pascal, souligne l'emprunt par le comité d'édition de Port-Royal de certains fragments des Pensées, peut-être même tous ceux du dossier intitulé « Miracles », aux lettres de Pascal à Mlle de Roannez,,. 
Au vu du ton du Discours, qui évoque pour certains une confession, et des éléments connus de la vie de Pascal en ce qui concerne les Roannez, des chercheurs comme Adolphe de Lescure et surtout Armand-Prosper Faugère ont pensé que Charlotte Gouffier de Roannez était l'inspiratrice du texte, c'est-à-dire la femme dont Pascal aurait été amoureux. Le passage « quand on aime une dame sans égalité de condition » en particulier, fait pour certains référence à cette jeune femme, issue d'un milieu plus aisé que celui de Blaise Pascal. Faugère se voit reprocher de trop laisser aller son imagination et de « composer le roman » de Pascal, quand il soutient cette hypothèse. Cependant, au contraire d'Armand-Prosper Faugère ou d'Adolphe de Lescure, Victor Cousin et Jean-Pierre Gaxie ne soutiennent aucunement qu'elle ait pu être l'inspiratrice du Discours, étant justement trop éloignée de Pascal par sa condition sociale en plus d'être « toute jeune et réservée à Dieu ou aux partis plus considérables ». Cet argument est balayé par de Lescure, qui liste les personnalités s'étant unies en dépit de différences de classe et considère comme faible la démonstration de Cousin en ce qui concerne la personne aimée de Pascal, notamment parce qu'elle est surtout vue sous l'angle du mariage, que de Lescure ne considère pas pertinent.
De Lescure suppose même, comme Prosper Faugère, que Pascal se serait tourné vers la religion pour se consoler d'une union impossible avec Charlotte de Roannez et affirme que les lettres qu’il lui a adressées avaient pour but de l'éloigner du monde — et d'une possible union — en l'incitant à devenir religieuse : « C'est pour cela que Pascal, dont l'amour pour Mlle de Roannez rencontrait dans le monde des obstacles insurmontables et qui ne pouvait ouvrir à sa passion l'issue du mariage, se retira du monde et fit tout pour en retirer Mlle de Roannez. (...) Il l'a poussée vers le cloître, en même temps qu'il s'enfonçait dans la solitude d'une retraite farouche. (...) Cette destinée, en un mot, fut d'être conquise à Dieu par Pascal, qui se vengeait ou se consolait ainsi de n'avoir pu la conquérir pour lui-même. » De Lescure partage la vision romancée de Faugère et conclut l'article dont sont extraites ces citations en affirmant que « Pascal aima Charlotte de Roannez, qu'il en fut aimé ; que ne pouvant s'épouser matériellement devant les hommes, ils s'épousèrent moralement devant Dieu, renonçant au bonheur terrestre, pour donner à leurs espérances communes l'horizon infini du bonheur céleste (...) ».
De son côté, Ernest Havet n'affirme pas que Charlotte Gouffier ait pu inspirer le Discours : « Il est clair qu'une femme du grand monde toucha le cœur de Pascal (...). Quant à deviner quelle a été cette femme, c'est ce qui paraît impossible, et ce que je n'essaierai pas. » Émile Boutroux pense improbable que Pascal se soit tourné vers une femme de près de dix ans sa cadette. Plus encore, Victor Giraud et Augustin Gazier ne soutiennent aucunement que Pascal ait pu être amoureux de Charlotte de Roannez, et Émile Faguet se montre particulièrement cassant à l'égard de Faugère qui selon lui fait preuve de « la naïveté la plus bouffonne [qu'il ait] jamais rencontrée ». De même, Léon Brunschvicg affirme qu'il « est assurément puéril d'imaginer que Pascal ait pu être amoureux de Mlle de Roannez uniquement parce que nous ne disposons pas d'un autre nom, et étant donné le caractère des lettres que Pascal lui écrivit pour la convertir, la conjecture devient inconvenante autant qu'elle est gratuite » - les lettres à Charlotte de Roannez semblent faire l'objet de différentes interprétations en fonction du parti pris des critiques, puisque Faugère voit au contraire en elles « une tendre sollicitude que la charité seule n'expliquerait point, ». Gabriel Langlois va plus loin encore et suppose que non seulement Charlotte de Roannez a été la maîtresse de Blaise Pascal, mais que, sous le nom d'emprunt d'Anne Charmat, elle aurait en plus eu avec lui un enfant reconnu par Pascal en 1653. Il aurait en réalité confondu Blaise Pascal, le savant, avec l'un de ses oncles homonymes. L'existence de cet enfant est infirmée par le refus par Blaise Pascal en 1653 d'une donation de la part de Port-Royal, précisément parce qu'il n'avait pas d'enfant. 
Victor Giraud n'admet pas non plus le « roman de Pascal » : contrairement à Émile Faguet ou Faugère, il affirme que Pascal n'a pu rencontrer Charlotte de Roannez qu'aux alentours d'août 1656, et que son projet d'entrer à Port-Royal n'a dans un premier temps rien à voir avec l'influence du philosophe – que c'est son frère, Artus Gouffier, qui a incité Pascal à lui écrire les lettres dans lesquelles il lui enjoint de devenir religieuse,. Il propose une autre reconstitution de la vie de Pascal : seul à la suite du décès de son père, du mariage de sa sœur Gilberte avec Florin Périer et de l'entrée de son autre sœur, Jacqueline, au couvent, Pascal aurait ressenti un « grand vide » et une « sécheresse mystique » qu'il aurait eu besoin de combler, d'où son projet de mariage. 

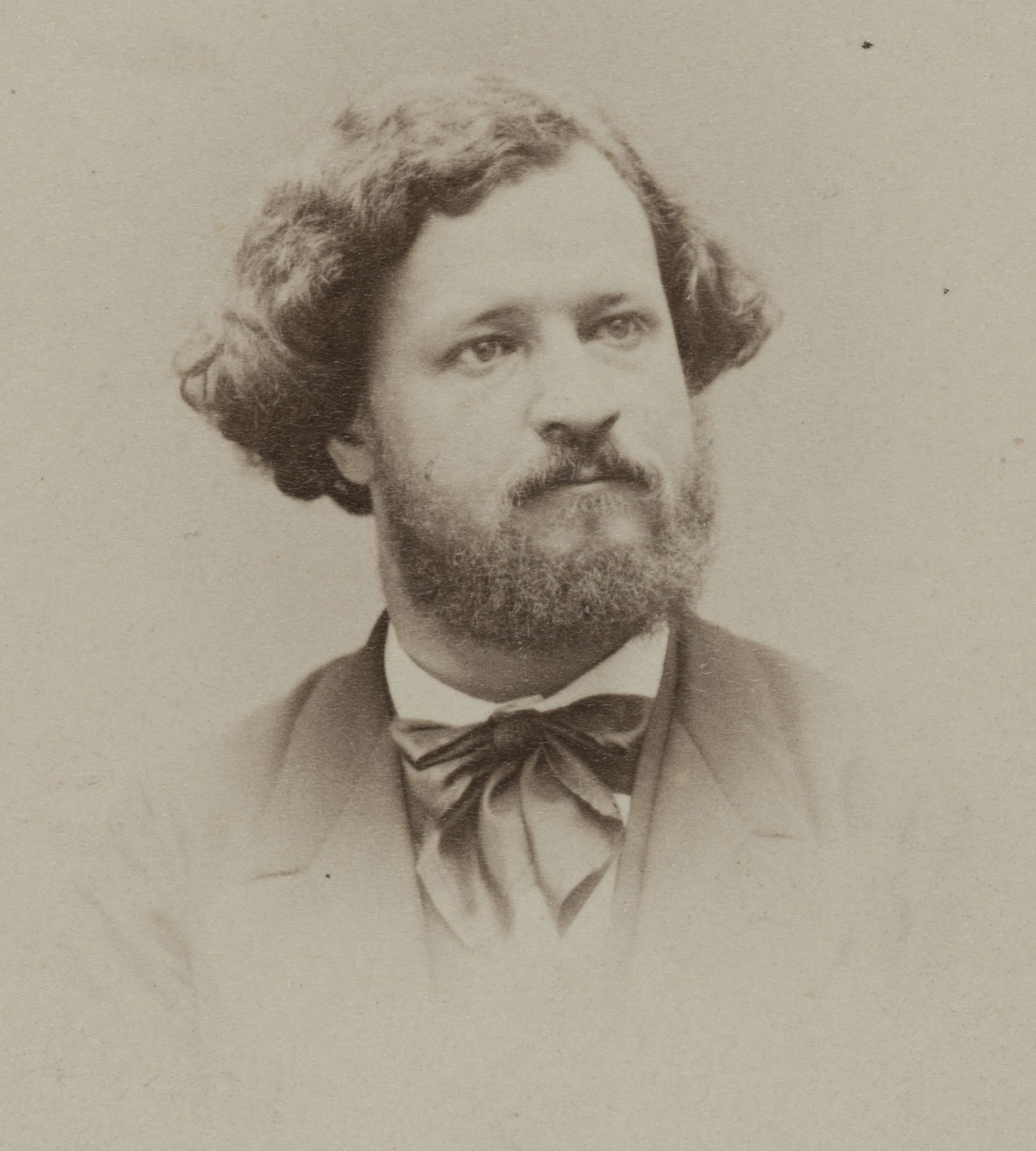
Portrait d'Adolphe de Lescure, l'un des critiques ayant contribué à étoffer le « roman de Pascal ».

Si Charlotte de Roannez n'a pas eu avec Blaise Pascal le lien que Faugère ou Langlois imaginent, il est manifeste qu'elle était liée avec lui par la foi : elle aurait demandé que les lettres reçues de Pascal soient transmises à Port-Royal. Son époux, le duc de la Feuillade, refuse et les fait brûler. Par ailleurs, bien que les lettres de Pascal à Charlotte de Roannez ne soient pas, pour Gazier par exemple, entièrement responsables de son projet de devenir religieuse, la famille Roannez se montre extrêmement hostile envers Blaise Pascal, à tel point que le savant manque être poignardé par leur concierge alors qu'il séjourne dans les appartements qu'Artus Gouffier lui réserve dans son hôtel particulier. D'après Victor Cousin, c'est le fait d'avoir poussé Charlotte vers la religion et de l'avoir ainsi indirectement détournée de son projet de mariage qui lui vaut cette tentative, mais Augustin Gazier explique en 1877 dans La Revue politique et littéraire que la raison de cette tentative d'assassinat réside plutôt dans le fait d'avoir contribué à détourner Artus Gouffier du projet de sa famille de lui faire épouser Mlle de Menus.  
Au-delà des différences de classes sociales et des diverses interprétations faites des lettres à Charlotte de Roannez et du Discours, un argument majeur est soulevé contre le « roman de Pascal » : le scientifique ayant de son vivant déjà connu une grande renommée, ceux ne croyant pas à une histoire possible entre Pascal et Charlotte de Roannez avancent que de tels faits auraient nécessairement été connus et rapportés. Or, aucun témoignage concret n'existe à ce sujet, et Victor Giraud affirme déjà, au début du XXe siècle, qu'« il n'est aujourd'hui personne qui soutienne sérieusement que Pascal ait été amoureux de Mlle de Roannez. Tous ceux qui ont cru à cette légende et qui l'ont propagée — Faugère, de Lescure, Ricard, Derôme et Molinier — sont morts, et, à ce qu'il me semble, la légende avec eux. ».   
Si tous ne s'accordent pas sur l'identité de la personne qui a inspiré le Discours, soit qu'il ne soit pas de Pascal, soit qu'il ne s'agisse pas de Charlotte de Roannez, Victor Cousin et Frédéric Fuzet s'interrogent sur une Clermontoise mentionnée dans les Mémoires de Fléchier sur les grands jours d'Auvergne, en 1665, qui aurait pu fréquenter le cercle de Pascal. L'auteur suggère que Pascal aurait, comme d'autres éminents savants, fréquenté « l'esprit le plus fin et le plus vif qu'il y ait dans la ville (...) aimée par tout ce qu'il y avait de beaux-esprits. M. Pascal (...), et un autre savant étaient continuellement auprès de cette belle savante ». Cette allusion est également mentionnée par Jacoubet, qui des « amitiés les plus innocentes » évoquées par Gilberte Périer dans sa Vie de M. Pascal. Maurice Deyras se réfère également à ces Mémoires tout en restant modéré : Pascal aurait apparemment séjourné à Clermont durant l'hiver 1652-1653, et « se serait montré bien empressé auprès des jeunes précieuses de Clermont ». Bien que Cousin et Fuzet ne soient pas les seuls à noter cette anecdote, Faugère comme Giraud soulignent qu'il s'agit certainement d'une méprise : d'après un éditeur de ces Mémoires, Benoît Gonod, Fléchier confond une certaine Jeanne Enjobert, elle-même mariée avec un Étienne Pascal, avec la mère de Blaise Pascal, Antoinette Begon. Celui qui fréquentait assidûment la jeune femme évoquée ne serait donc pas Blaise Pascal, le savant, mais son cousin homonyme, conseiller secrétaire de finances,,.

## Vocabulaire, style d'écriture et conceptions

### Similitudes avec les écrits de Blaise Pascal
Si déclarer reconnaître un auteur à son style paraît relever de la subjectivité, comme lorsque Victor Cousin écrit que « partout on reconnaît [la main] de Pascal, l’esprit géométrique qui ne l’abandonne jamais, ses expressions favorites, ses mots d’habitude, sa distinction si vraie du raisonnement et du sentiment et mille autres choses semblables qui se retrouvent à chaque pas dans les Pensées. », Gustave Michaut relève seize passages du Discours particulièrement ressemblants avec les productions de Pascal. Pour A. Barbut également, le style du Discours est tout à fait conforme à celui du savant et, lorsque les critiques avancent que la qualité littéraire du texte est inférieure à ce que peut écrire Pascal, Jacoubet rétorque qu'il peut s'agir de l'un de ses premiers écrits, qui comporte fatalement des erreurs et ne peut être de la même veine que les productions ultérieures du philosophe.
Outre un vocabulaire et des tournures de phrases proches de ceux de Pascal, de nombreux concepts déjà présents dans les Pensées se retrouvent dans ce Discours, tels que l'esprit géométrique et l'esprit de finesse, voire certains passages semblables au mot près dans les deux écrits. On retrouve notamment Pascal dans la conception de l’amour comme une fonction de l’esprit, mais Jean Mesnard rapproche plutôt ce raisonnement de la vision de Descartes. Ernest Havet, comme Gustave Lanson, liste les passages du Discours dans lesquels sont présentes des conceptions originales de Pascal, ainsi que ce qu'il considère comme des preuves que le Discours est « écrit sous le coup d'une passion présente » et est donc bien de Pascal. Mesnard rappelle que pour que ces analyses soient pertinentes, il faut encore prouver que le texte du Discours se rapproche plus des manuscrits autographes de Pascal que de l'édition de 1670 des Pensées.  
C'est précisément ce que tente de faire Victor Giraud en rappelant les similitudes qu'a relevées Gustave Lanson entre le Discours et certains passages du manuscrit original des Pensées. On retrouve dans l'édition de Port-Royal des Pensées la phrase « De là vient que les hommes aiment tant le bruit et le tumulte du monde », alors que le terme « remuement » est employé dans le Discours. Or, le manuscrit original des Pensées emploie également le terme « remuement » au lieu de « tumulte », preuve que l'auteur du Discours a pu le consulter. Giraud va plus loin : pour lui, le Discours ne peut avoir été inspiré par les modifications opérées par Port-Royal sur les Pensées : certaines expressions sont en effet empruntées au manuscrit original des Pensées et ne se retrouvent pas dans l'édition de Port-Royal. Pourtant, les similitudes que Lanson retrouve entre les Pensées et le Discours sont, pour Lafuma, principalement superficielles. Il relève que les emprunts aux Pensées se limitent généralement aux premiers chapitres, hormis pour le dossier Pensées diverses, repris dans son intégralité.  
De plus, d’après Boudhors, la présence de termes qui pourraient vraiment être attribués à Pascal, c'est-à-dire ceux plus proches des manuscrits autographes que de l'édition de Port-Royal, n'a rien pour surprendre dans la mesure où le comité d’édition des Pensées qui s’est tenu à Port-Royal n’était pas tenu au secret : quelqu’un aurait très bien pu écrire ce Discours en se servant de tournures propres à Pascal. On tient également les preuves, dans la correspondance de Brienne ou d'Antoine Vallant, qu’ils ont recopié dans leurs documents personnels des fragments dont la plupart ne figurent pas dans l’édition de Port-Royal et ne parurent même que plus tard, comme le fragment Br.44 publié en 1779 par Bossut,.

### Différences notables
Dans le Discours figurent des mots et tournures de phrases que Pascal n'a que rarement, voire jamais, employés : comme le souligne Boudhors, il serait alors étonnant qu'ils figurent tous dans un même texte. Le titre même, comme le souligne Lafuma, semble éloigné des tournures habituelles de Pascal par son manque de précision, ce à quoi Gustave Michaut répond que le texte pourrait, comme c'est le cas de nombreux écrits trouvés dans les papiers de Pascal, avoir été modifié et le titre ajouté a posteriori par Port-Royal.
Par ailleurs, les chercheurs relèvent une certaine confusion entre le vocabulaire employé dans le Discours et celui auquel recourt Pascal : chez Pascal, c'est le mot « esprit » qui revient le plus souvent pour désigner ce que d'autres nomment « âme ». De même, dans les Pensées, Pascal emploie le terme « remuement » dans le sens d'une agitation extérieure ; or, dans le Discours, le même terme évoque une agitation intérieure, telle que pensée par Malebranche. 
L'emploi du pronom personnel « je » est également étranger à Pascal, et l'expression « avec soi » est uniquement présente dans l'édition de Port-Royal et non dans les manuscrits autographes.

## Influences duDiscours

### Œuvres philosophiques et littéraires
Si l'un des arguments en faveur de l'authenticité du Discours est que les concepts invoqués dans le texte ne peuvent qu'amener à Pascal, Ferdinando Néri rappelle qu'ils sont tout simplement ceux du siècle. Un rapprochement est en effet rapidement établi entre le Discours et plusieurs œuvres littéraires et philosophiques phares des XVIIe et XVIIIe siècles, dont plusieurs ne sont publiées qu'après la mort de Pascal, en 1662. Jean de La Bruyère, le chevalier de Méré, auquel le Discours a même été attribué, ou Nicolas Malebranche sont considérés comme les principaux inspirateurs du texte.
Les Maximes de La Rochefoucauld semblent avoir inspiré le ou les auteurs du Discours. Ainsi, la maxime « À force de parler d'amour, on devient amoureux » du Discours présente des similitudes avec celle de La Bruyère, « Il y a des gens qui n'auraient jamais été amoureux, s'ils n'avaient jamais entendu parler de l'amour ». En ce qui concerne La Bruyère, la phrase « Qu'une vie est heureuse quand elle commence par l'amour et qu'elle finit par l'ambition ! » rappelle indéniablement celle figurant dans les Caractères, « Les hommes commencent par l'amour, finissent par l'ambition ». 

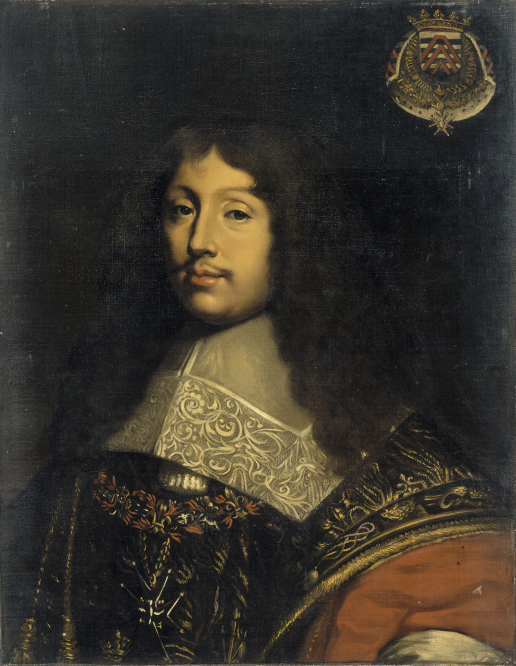
Portrait du duc François de La Rochefoucauld (1613-1680), l'un des inspirateurs de l'auteur du Discours, par Théodore Chassériau (1836).

Nicolas Malebranche fait partie des auteurs les plus identifiables parmi les influences du Discours sur les passions de l'amour,,,. Cet argument serait l'un des plus convaincants pour dire que le texte n'a pas été écrit par Pascal, puisque la Recherche de la Vérité, celle de ses œuvres avec laquelle le Discours présente le plus de similitudes, n'a paru qu'en 1674, soit douze ans après le décès de Pascal. Le livre V de la Recherche en particulier, consacré aux « passions de l'âme », est même considéré par Lafuma comme le principal inspirateur du texte tant les ressemblances sont frappantes. Il considère que le Discours ressemble autant à cet ouvrage qu'à l'édition de 1670 des Pensées. 
Le Traité des passions de l'âme de Descartes, et plus particulièrement sa réutilisation du Banquet de Platon et du mythe de l'androgyne, se retrouve également dans le Discours. Cependant, le reste du Discours aborde différemment le mythe de l'androgyne et définit le cœur comme siège des passions au lieu du cerveau — et plus précisément de la glande pinéale — chez Descartes. On retrouve d'ailleurs dans le Discours la pensée de Descartes telle qu'assimilée par Malebranche et l'ouverture du texte, « L'homme est né pour penser », évoque le « cogito ergo sum » de Descartes.  
Du côté de la littérature, les romans comme la Logique des amants par de Callières fils (1688) pourraient également avoir été une source d’inspiration pour le Discours, de même que L'Astrée d'Honoré d'Urfé et le Dialogue de l'amour et de la raison de René Le Pays (1664), pour l'opposition entre amour et raison. L'amour précieux tel qu'on le retrouve dans la Carte du tendre inspirée du roman Clélie, histoire romaine de Mme de Scudéry fait également partie des influences notées par les chercheurs.

### Salons mondains
Loin d'être un texte uniforme, le Discours semble être une compilation de réponses à des questions d'amour, jeu d'esprit galant en vogue dans les salons et milieux mondains, d'où l'aspect décousu du texte. Il était en effet courant au XVIIe siècle de se réunir en salons et de proposer un thème ou un portrait sur lequel les participants dissertaient ; ces réponses pouvaient ensuite être recueillies par écrit,. Un numéro de l'Extraordinaire, prédécesseur du Mercure galant fondé par Donneau de Visé, donne même l'exemple d'un tel jeu avec pour consigne de prendre le temps de la réflexion : le Discours pourrait être le résultat d'un jeu similaire, tant les réponses semblent pour Brunet avoir été élaborées plutôt que spontanées. 
D'après l'Abbé Flottes, le texte se rapproche des productions de l'Hôtel de Rambouillet, salon littéraire animé par Catherine de Vivonne de 1620 à 1660. Victor Cousin note lui-même que le « sujet semble plutôt emprunté à l'Hôtel de Rambouillet qu'à Port-Royal ». Le salon de la Marquise de Lambert ainsi que celui de Mme de Sablé sont également des sources probables : les Maximes de La Rochefoucauld, inspiratrices du Discours, étaient discutées dans le salon de la marquise de Sablé, parfois même par correspondance, avant d'être éditées. Le Discours a pu suivre le même parcours.

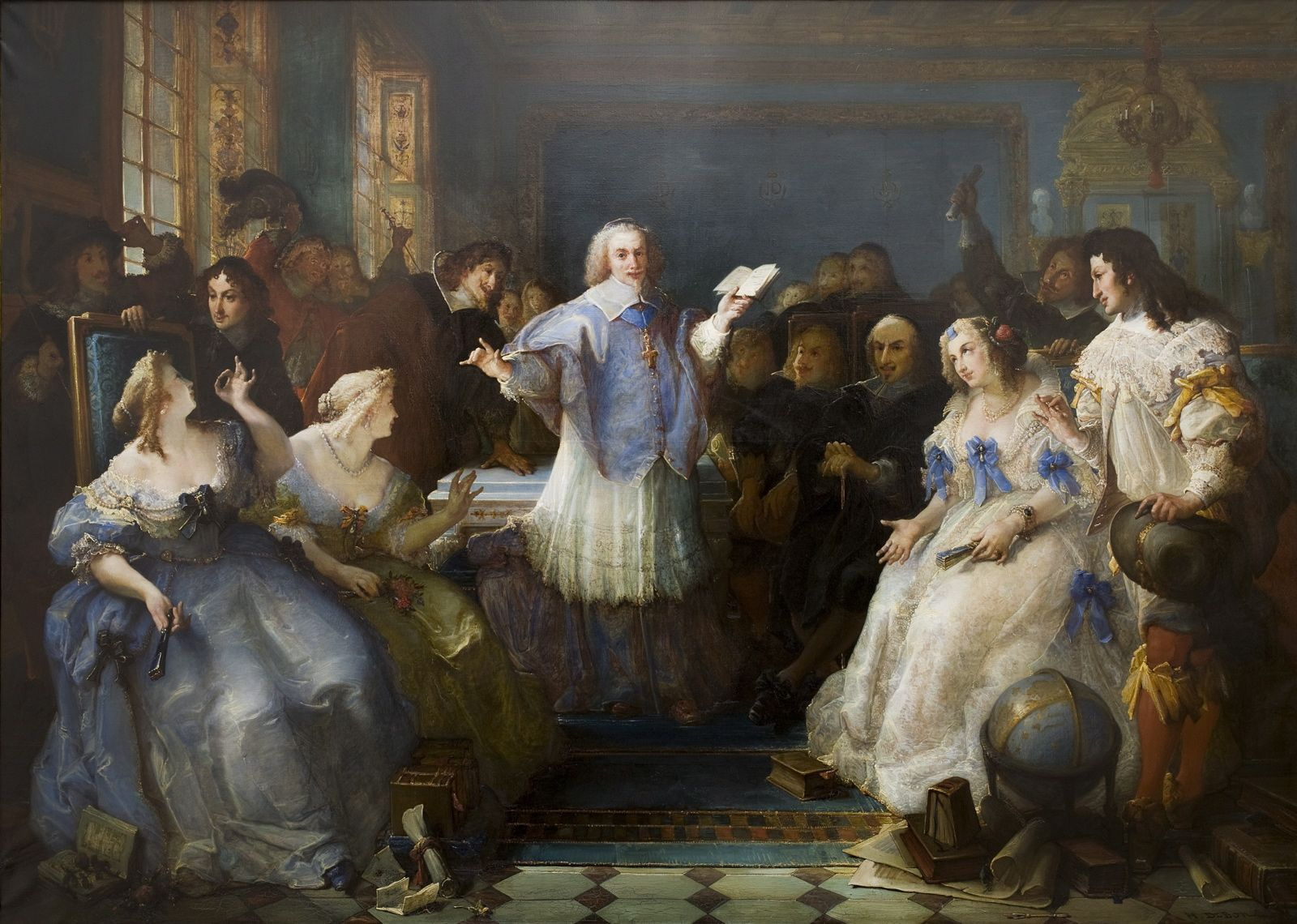
Hôtel de Rambouillet, François-Hippolyte Debon, 1863, Musée d'art et d'histoire de Dreux.

Un examen du Recueil des pièces galantes en prose et en vers de Henriette de Coligny de la Suze, qui contient des « Maximes d’amour ou questions en proses décidées en vers » montre que le Discours sur les passions de l’amour semble être une réponse à ces questions, ou tout du moins à des questions très similaires. Le Discours présente par ailleurs de grandes similitudes avec une partie du recueil intitulée « L'amour raisonnable ». Une dizaine d’éditions du Recueil paraissent entre 1663 et 1680, les jeux d’esprit étant très en vogue dans les salons autour de 1660, et si, comme l'affirme Gustave Lanson, l’auteur du Discours est un mondain habitué des salons, il n'est pas étonnant de trouver des similitudes entre le Recueil des pièces galantes et le Discours, à la fois sur le fond et la forme. L'auteur a peut-être même fréquenté celui de Mme de Sablé, dans lequel il aurait fait la connaissance de Pascal.  
Julie de Lespinasse, femme de lettres et dame de compagnie de la marquise du Deffand, fonde elle aussi son propre salon, dans lequel elle accueille les encyclopédistes. Elle entretient de mai 1773 à mars 1776 une correspondance avec le Comte de Guibert, dans laquelle elle exprime une vision de l'amour-passion très proche de celle du Discours : de telles conceptions sont bien la marque de cette époque et peuvent être attribuées à d'autres gens de lettres que Blaise Pascal. 
L'ouvrage de George Brunet Un prétendu traité de Pascal consiste non seulement en une tentative de retrouver l'histoire du Discours et des manuscrits C et G, mais également de restituer leur contexte historique. Il contient ainsi un répertoire de « questions d'amour », avec les questions, réponses, et les œuvres dont elles sont tirées. 
Malgré les diverses comparaisons opérées par les chercheurs entre le Discours et les différents recueils de « questions d'amour » élaborés aux XVIIe et XVIIIe siècles, tels que le répertoire constitué par George Brunet contenant des questions, leurs réponses, ainsi que les œuvres dont elles sont tirées, ces rapprochements sont parfois critiqués pour être  « vagues ».

## Un texte probablement postérieur à la mort de Blaise Pascal
Pour les critiques persuadés de l'authenticité du Discours, le texte aurait été écrit durant la période mondaine de Pascal, soit 1652-1653 ou plus largement 1651-1654, l'influence du chevalier de Méré dans le texte étant l'un des arguments invoqués. Or, les chercheurs s'étant attelés à retrouver l'auteur du Discours remarquent des emprunts faits à des textes postérieurs à la mort du philosophe, le 19 août 1662. La popularité des Pensées est du reste souvent invoquée pour rendre compte des similitudes entre les textes de Pascal et le Discours.
La maxime « C'est de là que ceux de la cour sont mieux reçus dans l'amour que ceux de la ville », par exemple, tend à dater le Discours après 1660 : plusieurs critiques soulignent que l'opposition entre « ceux de la cour » et « ceux de la ville » n'apparaît en effet que vers cette date, soit quelques années après la période mondaine de Pascal. D'autres rétorquent à cet argument que Pascal pourrait justement avoir été à l'origine de cette distinction entre « la cour » et « la ville ». On trouve cependant dans le Discours des formules qui ne peuvent qu'avoir été prises dans l'édition de 1670 des Pensées ; d'après Louis Lafuma, une dizaine de phrases sur les soixante-dix du Discours peuvent avoir été directement inspirées de cette édition et le texte s'en rapproche bien plus que des manuscrits originaux de Pascal. Un des exemples les plus frappants est le fragment « Por XXVI », écrit en réalité par un des membres du comité d’édition de Port-Royal, réuni après le décès de Pascal. De même, les modifications opérées sur les Pensées par le comité pourraient même, selon Gustave Michaut, avoir été inspirées par des passages du manuscrit original du Discours, auquel certains des membres auraient pu avoir accès. Ceci expliquerait pourquoi au moins trois passages du Discours se rapprochent plutôt du manuscrit original des Pensées que de l'édition de 1670. Certains passages du Discours ne peuvent être de Pascal puisqu'ils sont empruntés à des fragments inédits jusqu'à leur découverte dès 1728 par Bossuet et Faugère.
Certaines tournures laissent également penser que le Discours a été écrit après 1662. L'emploi de « l'on » plutôt que de « on », qui fait partie des usages déconseillés par l'Académie au XVIIe siècle jusqu'aux alentours de 1688, à la mort de Furetière, est une formulation que l'on retrouve fréquemment dans les Caractères de la Bruyère, dont la cinquième édition parue en 1690 présente avec le Discours des similitudes qui suggèrent une contemporanéité des deux textes. 
Le Discours traite aussi d'une conception de « l'amour-passion » postérieure à la mort de Pascal, contrairement à celle que l'on retrouve chez Descartes où « l'amour-passion », s'il existe, est vaincu par la raison. On retrouve cette conception notamment chez Racine, Madame de Lafayette ou Guilleragues. L'influence de Malebranche est plus évidente que celle de Descartes, notamment quand il évoque des passions « occasionnées par le corps » là où Descartes les disait plutôt « causées ». De même, l'idée de l'esprit comme d'un contenant, le fait de parler de « capacité », comme dans la maxime « le cœur de l'homme est si grand que les petites choses flottent dans sa capacité », font partie des indéniables emprunts à la Recherche de la Vérité, œuvre parue en 1674.

## Plusieurs auteurs?
L'hypothèse de Henriot, Boudhors et Brunet selon laquelle le Discours serait en fait la retranscription d’un dialogue mondain justifierait la perception de plusieurs voix dans le texte. L'une des caractéristiques du texte conduisant d'autres pascaliens tels que Jean Pommier et George Brunet à soutenir cette idée est l'apparent manque de logique dans l'enchaînement des maximes qui a soulevé l'hypothèse du procès-verbal de conversations galantes. À cela Gustave Michaut répond que le texte, pouvant avoir été reconstitué par Port-Royal d'après des notes éparses de Pascal, n'est finalement pas plus incohérent que ceux traitant de la misère de l'homme ou des rapports entre justice et force, mais Louis Lafuma rappelle que pour les besoins de son argumentation, non seulement Gustave Michaut suppose sans preuve l'existence d'une liasse, mais va plus loin en suggérant que des fragments relatifs à ce Discours sur les passions de l'amour puissent avoir été, tout comme les papiers de Pascal figurant dans le Recueil Original, réarrangés et collés dans un autre recueil, et ce toujours sans avancer de preuve.    
En plus de ces différentes voix, Boudhors distingue deux tons dans le texte : l'un plutôt didactique, et l'autre plutôt mélancolique, qui lui évoque une confidence ou une confession. Le Discours semble en effet contenir une partie retraçant l'histoire de l'amour, divisée par Émile Faguet entre théorie du divertissement et théorie de la vie partagée en amour et ambition, et celle rassemblant des réponses aux questions d'amour en vogue dans les salons littéraires. Il analyse ces différents tons comme provenant d'une seule personne, Pascal, en qui se disputent le philosophe et l'amoureux. Cependant, l'analyse de Brunet démontre l'existence de contradictions dans le texte qui, selon lui, ne peuvent qu'être dues à différents arguments présentés aux mêmes questions, et l'amènent à identifier plusieurs auteurs,.    
Parmi eux se trouve au moins une femme, identifiée comme « source H ». Elle emploie fréquemment le terme « grand » dans plusieurs de ses acceptions : « dans une grande âme tout est grand » ; « un esprit grand et net aime avec ardeur » ; « les grandes âmes ne sont pas celles qui aiment le plus souvent ». Cette personne insinue aussi que le sentiment amoureux, puisqu'il doit être « grand », ne peut qu'avoir pour objet une personne de haut rang. Cela pourrait se rapprocher de ce que suggère Charles-Henri Boudhors quand il souligne une différence notable entre les deux versions manuscrites du Discours : le manuscrit G parle de trouver l'objet de son affection en-dessous de sa condition et non plus au-dessus. Pour Boudhors, il est très probable qu'une femme ait conçu cela dans la mesure où elles ont bien plus que les hommes pu avoir des prétendants appartenant aux classes sociales supérieures. Il prend pour exemple Louis XIV et Madame de Scarron. Georges Brunet suppose également qu'une ou plusieurs femmes aient pu être à l'origine de formules telles que « il n'y a que nous d'estimables » ou encore « c'est quelques fois au jeu auquel les dames se plaisent ».    

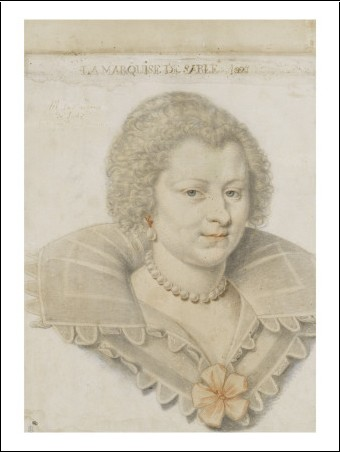
La marquise de Sablé, femme de lettres dont Blaise Pascal a fréquenté le salon. Le Discours pourrait être le procès-verbal d'une des conversations galantes en vogue dans les salons du XVIIe siècle, ce qui expliquerait les contradictions et les différentes « voix » relevées dans le texte.

Cette source H serait une personne lettrée, dans les propos de laquelle Brunet distingue des références à Descartes, Pascal et Malebranche mais dont il critique la superficialité et juge qu'elle tient plus à éblouir son auditoire qu'à philosopher. Cependant, en ce qui concerne la totalité du texte, il considère la source H comme la plus importante au vu de la longueur de sa contribution d'une part et du fait que les autres sources semblent lui répondre d'autre part. H semble être le matériau principal du Discours, qui se voit commenté et discuté par les autres sources. Un texte primitif constitué uniquement des maximes attribuables à la source H pourrait même avoir existé dans un premier temps et avoir été enrichi à l'occasion d'une lecture dans une assemblée.    
La « source N », loin de mettre en avant le raisonnement et le jugement, appuie le rôle de la nature et de l'intuition, voire oppose radicalement l'art et la culture d'un côté et la nature et le sentiment spontané de l'autre : « La nature a si bien imprimé cette vérité dans nos âmes que nous trouvons cela tout disposé : il ne faut point d'art ni d'étude. » Cette même personne semble justement répondre à la première citée, la source H.    
Vient ensuite la « source P » : pour Brunet, il s'agit probablement d'un homme qui semble appuyer ses affirmations sur sa propre expérience. Il évoque souvent la « joie » et la « souffrance », ou encore la « plénitude » et l'« inquiétude », en les opposant dans une même maxime.    
La « source A », elle, oppose l'amour et l'ambition et recourt fréquemment à des adverbes d'opposition comme « mais », « néanmoins » et « cependant » au sein d'une même maxime. Elle semble apporter des corrections à sa première affirmation au fur et à mesure de son développement.    
La « source E » est celle dont les affirmations ont conduit certains critiques à reconnaître Blaise Pascal pour son opposition entre esprit géométrique et esprit de finesse. Les critiques ne croyant pas en l'authenticité du Discours pensent plutôt que ces conceptions ont été empruntées à Pascal, et notamment au chapitre XXXI de l'édition de Port-Royal intitulé « Pensées diverses ». En plus de Pascal, La Rochefoucauld, Donneau de Visé et La Bruyère sont cités parmi ses influences. Néanmoins, Brunet relève certaines contradictions dans les références à l'esprit de finesse et l'esprit géométrique, à tel point qu'il suggère que les maximes qu'il rattache à la « source E » auraient pu provenir des sources P et N, si certains sujets auxquels elle fait référence n'avaient pas déjà été traités par ces mêmes sources.    
Enfin, il reste certaines maximes que Brunet ne parvient à rattacher à aucune des sources précédemment identifiées.

## Auteurs possibles

### Charles-Paul d'Escoubleau
Louis Lafuma affirme que le Discours n'est pas de Pascal mais de Charles Paul d'Escoubleau,, qui fréquente le cercle de Blaise Pascal, c'est-à-dire les Roannez, les Méré, et Madame de Sablé, dont le salon s'occupe de questions d'amour semblables à celles auxquelles semble répondre le Discours - thèse qui n'est pas jugée totalement fantaisiste par Victor Giraud, qui se montre d'abord sceptique quant à l'authenticité du texte. Charles-Paul d'Escoubleau, marquis d'Alluye et de Sourdis, est d'après Lafuma l'auteur de deux pièces figurant dans les portefeuilles Vallant : Questions d'amour et Pourquoi l'amour est peint les yeux bandés, nud et enfant. Il aurait par ailleurs envisagé d'épouser Charlotte de Roannez,. Il s'avère cependant que Lafuma confond le marquis d'Escoubleau avec son père,. Jean Mesnard affirme quant à lui que Lafuma a « lourdement tort » de faire cette attribution.

### Antoine Gombaud, dit le chevalier de Méré
Les personnes dont Pascal s'est entouré lors de sa période mondaine sont parfois citées comme pouvant avoir écrit le Discours, comme le chevalier de Méré. Jean Mesnard rejette cette hypothèse : Méré n'a pas les influences cartésiennes, ni « la chaleur et la fougue » présentes dans le texte, et il est peu probable au vu du soin qu'il prenait à ses œuvres qu'il ait laissé de côté des manuscrits au point que certains d'entre eux n'aient pu être retrouvés que bien après sa mort.

### Louis-Henri de Loménie
Pour Jean Mesnard, la qualité littéraire du Discours est indéniable : les emprunts ne sont pas de simples paraphrases maladroites et les différentes sources sont « assimilées assez intimement pour créer autre chose qu'un centon de passages étrangers ». Il propose Louis-Henri de Loménie, comte de Brienne, comme auteur probable. Celui-ci, proche des Périer, fait en effet non seulement partie du comité éditorial des Pensées en 1668, mais rassemble dans un recueil les fragments écartés, ce qui pourrait expliquer la similitude entre quelques éléments du Discours et les manuscrits originaux de Pascal. D'autres travaux éditoriaux l'occupent en même temps que les Pensées : c'est lui qui fournit à Nicolas-Joseph Poisson une copie du Traité de mécanique de Descartes, et un recueil de poésies de « La Fontaine » paru en 1671 avec la collaboration d'Arnauld d'Andilly qui contient en réalité des poésies composées par Brienne lui-même. En outre, bien que Mesnard souligne le fait que le Discours appartient à un genre peu traité par Brienne, il rappelle que l'on retrouve des maximes dans ses Nouveaux essais de morale.

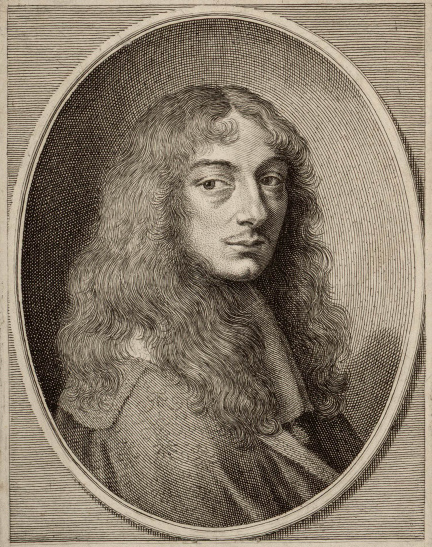
Louis-Henri de Loménie, comte de Brienne (1635-1698).

Des expressions et tournures de phrases sont communes aux Mémoires de Brienne et au Discours, telles que l'emploi de « caractère » pour désigner une forme ou une manière de, de la tournure archaïque « Tant plus le chemin est long en amour, tant plus un esprit délicat sent de plaisir » ou encore du mot « dames » au lieu de « femmes », que l'on ne retrouve pas chez Pascal. Il est de plus influencé par Descartes, La Rochefoucauld et Saint-Evremond qu'il admire, et fréquente Marin Le Roy de Gomberville. Toujours en ce qui concerne le style d'écriture, la « vive sensibilité » que Jean Mesnard perçoit dans le Discours et que les critiques ont attribuée à Pascal est pour lui une des caractéristiques de Loménie. Que Henri de Loménie ait écrit le Discours expliquerait aussi les contradictions que l'on peut relever dans le texte, que l'on retrouve à plusieurs reprises dans ses Mémoires et qu'il relève lui-même.  
Le parcours du manuscrit qu'a tenté de retracer Mesnard renvoie également à Brienne : il a pu fréquenter certains des anciens possesseurs du manuscrit découvert par Victor Cousin en 1843. Comme lui, Claude de Santeul a séjourné au séminaire de Saint-Magloire, et le chancelier Louis Boucherat intègre la famille de Loménie par son mariage avec Anne-Françoise de Loménie en 1655. Mesnard rapproche également Brienne d'Amelot de la Houssaye par leurs intérêts.   
Par ailleurs, que le Discours ait été en partie ou non inspiré par la vie intime de son ou ses auteurs, plusieurs femmes, dans la vie de Brienne, auraient pu inspirer un tel texte : Mme Deshoulières, Isabelle de Montmorency-Bouteville, Christine-Wilhelmine de Hesse-Hombourg, ou Louise de La Vallière, favorite de Louis XIV.  
L'absence de mention d'attribution à Brienne sur le texte pourrait s'expliquer par une volonté de l'auteur lui-même ou par le fait que ses papiers ont été dispersés après son décès et ne nous sont pas tous parvenus.

## Hypothèse de la supercherie
Si le Discours sur les passions de l'amour n'est pas de Pascal, il n'a pas été déterminé s'il lui a été attribué non sur la base d'une erreur, mais d'une réelle volonté de fabriquer un faux. Pascal acquiert rapidement une grande renommée, et l'escroquerie organisée dans les années 1860 par le faussaire Denis Vrain-Lucas, dont est victime Michel Chasles, offre un exemple de prétendus documents écrits par le scientifique et philosophe. Il se pourrait, d'après Charles Henri-Boudhors par exemple, que le Discours ait volontairement été écrit au XIXe siècle pour imiter un style plus ancien. Il prend pour preuve les différences entre les deux copies du texte connues au XIXe siècle : le manuscrit découvert par Victor Cousin en 1843 et celui découvert par Augustin Gazier en 1907 : l'orthographe du manuscrit G est plus moderne et « marque la fin du XVIIe siècle ou le commencement du suivant », alors que celle du manuscrit C, très particulière, présente indifféremment des graphies contemporaines de Pascal et des plus modernes. Dans ce cas, soit le copiste se trompe et ne peut s’empêcher en recopiant d'écrire les mots suivant l'orthographe en usage au XIXe, soit il contrefait maladroitement une orthographe du XVIIe.
Brunet suggère de son côté que le propriétaire de l'original d'après lequel a été copié le manuscrit C aurait délibérément trompé le copiste, ou que le copiste aurait lui-même rajouté cette attribution sans preuve à l'attention de l'un de ses propriétaires, Balthazar-Henri de Fourcy.

## Époque contemporaine
La question de l'attribution du Discours semble faire l'objet d'une littérature moins abondante au XXIe siècle que durant celui qui suit les découvertes successives de Victor Cousin et Augustin Gazier. Les travaux de Louis Lafuma, puis ceux de Jean Mesnard, ont convaincu la critique que le texte avait très peu probablement été écrit par Pascal,,. Michael Moriarty en 2006 et Thibault Barrier en 2022 rappellent que l'attribution du Discours est encore incertaine.
En 2022, la publication d'un article de Ouest-France reprenant cette légende a été qualifiée de « tissu de contre-vérités historiques qui ne font pas honneur à Pascal, et encore moins à Ouest-France » par la Société des amis de Port-Royal.